# Shoro
Shoro (tiếng Kyrgyz: Шоро) là một ngôi làng thuộc Quận Naryn, Vùng Naryn của Kyrgyzstan. Nơi đây có dân số là 618 vào năm 2021.